# Cyclophora ochreifusa
Cyclophora ochreifusa är en fjärilsart som beskrevs av Louis Beethoven Prout 1913. Cyclophora ochreifusa ingår i släktet Cyclophora och familjen mätare. Inga underarter finns listade i Catalogue of Life.